# Mamma mia è arrivato Così Sia
Mamma mia è arrivato Così Sia ist ein Italowestern aus dem Jahr 1972. Die Fortsetzung zu Dein Wille geschehe, Amigo wird oftmals auch unter dem Titel Oremus, Alleluia e Così Sia geführt und im deutschsprachigen Raum bislang nicht gezeigt.

## Handlung
Die drei Banditen Così Sia, Reverend Smith und Chaco sind weiter unterwegs, immer auf der Suche nach einer Gaunerei. Ein fahrender heruntergekommener Zirkusbetrieb, der von einem Mann mit seinen vier Söhnen, der „Halleluja-Gang“, und seiner Tochter Clementine dargestellt wurde, ist auf der Suche nach Smith. Così Sia verliebt sich in Clementine und bemüht sich, die Geschäfte des Zirkus wieder anzukurbeln. Deshalb bringt er die gemeinsam mit den anderen gestohlenen 300.000 $ wieder in die Bank zurück und erhält 3.000 $ Belohnung. Damit wird in Zukunft ein Zirkus mit vier Geschwistern und drei Halunken auf Tour gehen.

## Kritik
„Der Film lebe erneut von ausgedehnten Saloonprügeleien“, stellt Christian Keßler fest und schließt: „Kein besonders guter Film“.